# Американская администрация помощи
Америка́нская администра́ция по́мощи (АРА) (англ. American Relief Administration, ARA) — американская организация, действовавшая в 1919—1923 годах. Наиболее известна своим участием в оказании помощи Советской России в ликвидации голода 1921—1923 годов.

## История появления
Была создана согласно распоряжению президента Вудро Вильсона для практической реализации задач, обусловленных принятым 13 января Палатой Представителей и 25 февраля 1919 года Сенатом США «Законом о помощи голодающим в Европе» (англ. European Famine Relief bill). По этому закону США выделяли 100 млн долл. на поставку продовольствия и медикаментов для пострадавших стран Европы (первоначально за исключением Германии, Австрии, Венгрии, Болгарии и Турции, которые были включены к концу 1919 года).
Руководителем организации Вильсоном назначен Герберт Гувер, уже имевший опыт поставок продовольствия в Бельгию с 1914 года. Директором представительства организации в Советской России был полковник Уильям Нэфью Хэскелл, занимавший эту должность в течение всего периода деятельности АРА в стране (1921—1923).

## Деятельность в Европе
К августу 1919 года из США ушёл последний корабль с закупленным для стран Европы продовольствием и различным имуществом. Крупнейшим получателем оказалась Польша — 56,9 миллионов долларов, затем шла Армения (ещё не советская) — 10 миллионов, Чехословакия — 6,7 миллионов, Россия (Колчаковское правительство) — 4,6 миллионов, Финляндия — 3,9 миллионов, Эстония — 2,3 миллионов, Латвия — 2,9 миллионов, Литва — 700 тысяч долларов. Отдельной статьёй расходов числилась помощь детскому населению, тут список стран был шире: Польша — 5,3 миллионов, Чехословакия − 2,9 миллионов, Сербия − 900 тысяч, Румыния и Финляндия — по 500 тысяч, Эстония — 600 тысяч, Латвия — 350 тысяч, Литва — 300 тысяч долларов. Россия (колчаковское правительство) — 100 тысяч. В то же время призывы комиссии Нансена оказать помощь голодающему населению на территории, находящейся под контролем большевиков, остались без положительного ответа.
Казначейства стран-получателей (в том числе Армения и Колчаковская Россия) выписали долговых обязательств на сумму 88,75 миллиардов с условием погашения до середины 1924 года.
К декабрю 1919 года в категорию стран-получателей вошли Австрия и Венгрия, а затем с определёнными ограничениями и Германия. Кроме «детской программы» действовала специальная программа помощи для широких слоев интеллигенции и студентов.
Дольше всего помощь получала Польша — программа помощи интеллигенции Польши и свободного города Данциг продолжалась до июня 1923 года, хотя последняя крупная поставка была 26 июня 1922 года — 46 тонн консервированного молока.

## Деятельность в Советской России
В ответ на просьбу Максима Горького об оказании помощи голодающей России, направленную в июле 1921 года, председатель комиссии Гувер 25 июля направил ответное открытое письмо, в котором указал ряд обязательных условий, которые необходимо было выполнить советской стороне для получения помощи. 20 августа 1921 года АРА заключила в Риге договор о помощи, от РСФСР его подписал заместитель наркома иностранных дел М. М. Литвинов. По этому соглашению помощь АРА предназначалась исключительно для детей и больных, определяемых АРА. Согласно правилам, установленным АРА, пищу в столовых могли получать дети в возрасте до 14 лет, прошедшие медицинское обследование (там, где это было возможно), и признанные голодающими. Каждый ребёнок, прикрепленный к столовой АРА, должен был иметь специальную входную карточку (англ. Admission Ticket), на которой делались специальные пометки о посещении столовой. Горячий обед выдавался в строго определенное время. Порция должна была быть съедена в столовой, и уносить её домой не разрешалось.
Американское судно «Феникс» с продовольствием прибыло в Петроград 1 сентября 1921 года, а 6 сентября в Петрограде открылась первая столовая АРА в Советской России. Четыре дня спустя в Москве открылся питательный детский пункт. В первые недели сентября американские представители в Петрограде сформировали 120 кухонь для 42 тысяч детей.
19 октября с АРА подписывается договор о продуктовых и вещевых (туда входили шерстяная и хлопчатобумажная ткань, все необходимые материалы для пошива одного костюма и белья) посылках. Замысел состоял в том, что каждый живущий за пределами поражённой голодом страны, кто желал оказать помощь, покупал продуктовый купон за 10 долларов в американском банке либо в офисах АРА в Европе. Затем купон посылался по почте через АРА в страну голода, где АРА находила человека-получателя, которому предназначалась посылка. Получатель относил купон в ближайший склад АРА и обменивал его на продуктовую посылку. Вещевая посылка стоила не 10, а 20 долларов. Продовольственная посылка состояла из 49 фунтов муки, 25 фунтов риса, 3 фунта чая, 10 фунтов жира, 10 фунтов сахара, 20 банок сгущенного молока. В пересчете на килограммы вес посылки составлял примерно 53 кг. Затем состав посылок был несколько изменён, оставшись в пределах той же стоимости — 10 долларов.
К 10 декабря 1921 года продовольствие АРА получали в Самарской губернии 185 625 детей, в Казанской — 157 196, в Саратовской — 82 100, в Симбирской — 6075, в Оренбургской — 7514, в Царицынской — 11 000, в Московской — 22 000, всего же 565 112 детей.
22 декабря Конгресс США после длительных дебатов одобрил выделение 20 миллионов долларов для закупки продуктов у американских фермеров для Советов. Гуверу удалось убедить конгрессменов принять решение о расширении помощи. «Продовольствие, которое мы хотим направить в Россию, является излишком в Соединённых Штатах, — заявил Гувер. — Мы сейчас скармливаем молоко свиньям, сжигаем кукурузу в топках. С экономической точки зрения посылка этого продовольствия для помощи не является потерей для Америки». Он смог убедить консервативных, антисоветски настроенных законодателей в том, что помогать можно и без официального признания советского правительства.
30 декабря 1921 года в Лондоне нарком внешней торговли Л. Б. Красин от имени правительства РСФСР подписал соглашение с АРА о питании взрослого голодающего населения. Тогда же РСФСР обязалась передать АРА 10 миллионов долларов. На эти деньги организация Гувера должна была закупить у американских фермеров и доставить в указанные советской стороной пункты семена и продовольственные припасы. Реальная помощь со стороны Американской администрации помощи стала поступать в декабре 1921 г. — январе 1922 г.
20 и 24 января 1922 года Конгресс США одобрил программу медицинской помощи и порядок её предоставления.
На 9 февраля 1922 года вклад АРА и американских организаций и частных лиц под её контролем составил 42 миллиона долларов, Советской России — около 12 миллионов 200 тысяч долларов, организации Ф. Нансена вместе с другими, кто находился под её «крылом», — около 4 миллионов. Всего за два года АРА было израсходовано около 78 миллионов долларов, из которых 28 миллионов — деньги правительства США, 13 — советского правительства, остальные — благотворительность, частные пожертвования, средства других частных организаций. Решение Конгресса о выделении дополнительной помощи Советской России (24 миллиона долларов на покупку зерна и медикаментов) способствовало расширению программы деятельности в десять раз — до 10 миллионов человек, включая взрослых.
Медикаменты были получены из невостребованных военных запасов, так, противотифозные наборы ранее принадлежали американской, британской, французской и даже немецкой армиям.
В мае 1922 года АРА кормила 6 099 574 человек, американское общество квакеров — 265 000, Международный альянс «Спасем Детей» (Save the Children Alliance) — 259 751 человек, Нансеновский комитет — 138 000, шведский Красный крест — 87 000, германский Красный крест — 7 000, английские профсоюзы — 92 000, Международная рабочая помощь — 78 011 человек.
К первому июня 1922 года одних советских столовых было открыто в голодных губерниях свыше 7000, а столовых иностранных организаций до 9500. 2 июля 1922 года АРА передает все свои функции на Украине Еврейскому Объединённому распределительному комитету («Джойнт»).
К осени 1922 года АРА закупает бельё и обувь, не востребованную армией США, для раздачи её в Советской России.
До конца 1922 года усилиями входящих в АРА организаций была оказана помощь более 10 миллионам человек. Например, к ноябрю 1922 года АРА организовала в Башкирской АССР 138 приютов, 46 столовых на 21 570 человек, а в мае 1923 года — 765 столовых на 118 478 человек.
Программа АРА была прекращена к лету 1923 года — 4 июня АРА направило письмо советскому правительству о том, что согласно её данным продовольствия в СССР достаточно. Отправка посылок с помощью из США прекратилась в марте 1923 года, из Европы — в апреле 1923 года. Общий объём переправленных в посылках продуктов составил 75 тысяч тонн, доход от посылочной программы — около 3,6 миллионов долларов. По другим данным, до лета 1923 года переправлено посылок общим весом 3,4 миллиона фунтов на 11 636 тысяч долларов, по данным самой АРА количество посылок составило 930 530.
Помимо продовольственной помощи АРА также оказывало помощь в налаживании медицины, вакцинации и борьбы с вспыхнувшими эпидемиями.
Представительства АРА были открыты в общей сложности на территории 38 губерний РСФСР. По оценкам Наркомвнешторга, АРА ввезла 36,3 миллиона пудов (ок. 595 тысяч тонн) продовольствия, медикаментов и одежды общей стоимостью 136 миллионов рублей золотом. Внешняя торговля. 1922. № 11.. Для питания голодающих было открыто более 15 тыс. столовых. В июле 1922 г. пищу в столовых АРА и паёк кукурузы получали 8,8 млн чел., а в августе − 10,3 млн.
В пик активности на АРА работало 300 американских граждан и более 120 тысяч советских граждан.

## Оценка деятельности
Первоначально имел место чисто формальный подход представителей АРА к условиям Рижского договора (предоставление помощи только детям и только в столовых АРА, требование условий, маловыполнимых в условиях разрухи). Рядовых граждан возмущал излишне строгий порядок работы учреждений АРА, затруднявший реальную помощь детям. Из столовых не выдавали продукты на дом, в то время как многие из голодавших детей в холодное время года не имели возможности посещать пункты питания из-за отсутствия обуви и одежды. Зачастую больные дети, стоя в очередях, заражали других. Так, в Уфе дети должны были доставляться родителями в зимние морозные дни за 3-4 версты полураздетые, голодные, боясь потерять паёк за неявку. Со временем эти формальности удалось разрешить. Критиковалась также первоначальная практика распределения посылок — крестьяне, наиболее страдающие от голода, не могли получить их, поскольку у них не было родственников или знакомых за границей, в результате чего около 60 % посылок осело в городах. Критиковалась также деятельность «Джойнта», первоначально не придерживавшегося правил АРА о распределении помощи без разделения на национальность и религию, так как его деятельность была направлена преимущественно на еврейское население (на что, собственно, изначально им и собирались деньги в США). К концу лета 1922, когда АРА снабжала питанием наибольшее число населения, калорийность питания была низкой, но к началу зимы 1922 года эту проблему удалось решить. В письме, направленном руководителю ARA Герберту Гуверу Максимом Горьким содержится следующая оценка деятельности ARA и его руководства:

Ваша помощь будет вписана в историю как уникальное, гигантское свершение, достойное величайшей славы, и надолго останется в памяти миллионов русских… которых вы спасли от смерти

## В астрономии
В честь АРА назван астероид (849) Ара, открытый в 1912 году российским астрономом Сергеем Ивановичем Белявским.

## В массовой культуре
В своем очерке «Киев-город» Булгаков так отзывался об АРА:

«Ара» — солнце, вокруг которого, как Земля, ходит Киев. Все население Киева разделяется на пьющих какао счастливцев, служащих в «Аре» (1-й сорт людей), счастливцев, получающих из Америки штаны и муку (2-й сорт), и чернь, не имеющую к «Аре» никакого отношения.
— 